# たいよう
たいよう（第3号科学衛星SRATS）は東京大学宇宙航空研究所（後の文部省宇宙科学研究所）が打上げた熱圏観測衛星である。開発・製造は日本電気が担当した。名前は恒星の太陽に由来し、太陽放射線の観測装置も搭載しているが、主目的は地球の観測である。ただし太陽の天文学的観測も行われた。打ち上げ前の開発名はSRATSといい、これはSolar Radiation And Thermospheric Structureの頭字語である。

## 目的
当機の目的は、太陽活動静穏期の太陽放射線と地球の熱圏との関係を調べることである。特に太陽静穏時を選んだのは、熱圏の最も一般的な振る舞いを明らかにするためである。
この目的を果たすため、当機には
- 太陽X線、紫外線放射
- 電子の密度および温度
- イオンの密度および温度
- イオンの組成
- オゾンの紫外線反射能
- 地球コロナの紫外線輝線

を観測するための装置が搭載された。地球周辺環境と太陽の観測装置を同居させる機器構成は後の「ひのとり」でも採用されたが、彼機は太陽観測が主目的である。

## 運用
当機は1975年2月24日14時25分 (JST)、鹿児島宇宙空間観測所からM-3Cロケット2号機によって打ち上げられ、近地点255.24km、遠地点3,136km、軌道傾斜角31.5°の軌道に投入された。打ち上げ約1か月で全ての機器の起動を正常に終え、観測体制に入った。
当機と同じような観測を行った西ドイツのAEROS-Bとは協力して研究が行われた。
1980年6月29日、大気圏に突入し消滅した。